# Bryhnia novae-angliae
Bryhnia novae-angliae là một loài Rêu trong họ Brachytheciaceae. Loài này được (Sull. & Lesq.) Grout mô tả khoa học đầu tiên năm 1898.